# Джукич, Светомир
Све́томир Джу́кич (серб. Светомир Ђукић; 29 мая 1882 — 19 октября 1960) — генерал движения четников, деятель олимпийского движения.

## Биография
Он родился в селе Ражани, близ Косерича. Мать Светозара и отец Драгинье. Джукич обучался в начальной школе в Валево. После этого поступил в высшую школу в Ужице. Учился в Военной академии в Белграде, которая была успешно завершена в звании лейтенанта, поступил на военную службу. Будучи кадетом в военной академии, Светомир Джукич делал хорошие успехи в различных видах спорта: стрельбе из лука, фехтовании, плавании, беге, гимнастике, гребле и других.
Джукич был основателем и первым директором Сербского Олимпийского клуба, который был создан 23 февраля 1910 года. Был также назначен первым руководителем сербского олимпийского отбора Сербии для игр в Стокгольме в 1912 году. В Стокгольме он провел съезд Международного олимпийского комитета. Оставался членом МОК вплоть до 1948 года.
Как офицер армии Королевства Сербии принял участие в Балканских войнах.
Во время Второй мировой войны участвовал в обороне Белграда и успешно занимал различные должности в Ада Цингалия, участвовал в освобождении Земуна. Джукич был удостоен высшей военной награды.
1919. в каком году был проведен на учредительном собрании югославского олимпийского комитета, где Svetomir potpredesednika избран в этой должности он руководил югославской спортсменов в четырёх Олимпийских играх: в Антверпене (1920), в Париже (1924), в Амстердаме (1928) и в Берлине (1938). А также был одним из инициаторов запуска Королевства Югославии в Белграде пройдет Международный олимпийский комитет, 1938-39 годах. и petnestih Олимпийских в 1948 году.
Во время Второй Мировой войны он вступил в четники. После войны отказался от членства в МОК в пользу других представителей Югославии в 1948 году и провёл остаток своей жизни в эмиграции в Германии, где и умер. 19 октября 2002 года его останки были перенесены и положены в могилу во дворе церкви в Ражани.
В середине апреля 1945 года он встретился с четниками-коллаборационистами, которые поручили ему встретиться с лидером Независимого государства Хорватия Анте Павеличем. Он должен был искать проход через территорию Хорватии, а также поставок припасов и продовольствия. Он приехал в Загреб 17 апреля.
Дукич возглавлял делегацию четников, которые вели переговоры с хорватами. Эти переговоры проходили исключительно между делегациями усташей и четников, без участия нацистской Германии. В первый день Владимир Предавац провёл встречу с Павеличем и Андрием Артуковичем. На второй день переговоров к Джукичу присоединился Зика Андрич, а также Ранко Брашич, а вместо Артуковича переговоры стали вести генералы Джордже Груич и Векослав Лубурич.
После последнего заседания, состоявшегося 22 апреля, Павелич согласился удовлетворить просьбы Джукича. Павелич позже подтвердил совещания в его работе Hrvatska drzava zivi (1949).